# Gagarin – Wettlauf ins All
Gagarin – Wettlauf ins All (russisch Гагарин. Первый в космосе) ist ein russischer Spielfilm aus dem Jahre 2013.

## Handlung
Der Film beginnt am Abend des 11. April 1961, dem Vorabend des ersten bemannten Weltraumflugs mit Wostok 1. Der Chefkonstrukteur Sergei Koroljow besichtigt die Raketenabschussrampe, an der noch gearbeitet wird. Dann sieht er nach den beiden Kosmonauten Juri Gagarin und German Titow, die in ihren Betten liegen und vor Aufregung nicht schlafen können. Am nächsten Morgen treiben Gagarin und Titow Gymnastik. Gagarin spielt mit der Hündin Strelka, die schon im All war. Titow ist eifersüchtig, weil er nur als Ersatzmann vorgesehen ist und der Ruhm des ersten Menschen im Kosmos nur Gagarin zufallen wird. Die Kosmonauten werden zur Rakete gebracht. Gagarin nimmt seinen Platz in der Kapsel ein, die daraufhin verschlossen wird. Sie muss aber aufgrund eines Fehlers noch einmal geöffnet und erneut verschlossen werden. Der Start verläuft planmäßig, der Flug vorerst gut. Der erste Sekretär der ZK der KPdSU Chruschtschow ordnet an, den Oberleutnant Gagarin zum Major zu befördern. Bei der Rückkehr in die Erdumlaufbahn ist der Einfallswinkel zu flach, so dass Gagarin die manuelle Steuerung aktivieren muss. Der Geräteteil des Raumschiffs löst sich nicht wie vorgesehen von der Landekapsel, wird aber beim Eintreten in die Erdatmosphäre abgesprengt. Mittels Fallschirm landet Gagarin. Eine Bäuerin und ihre Tochter flüchten erschrocken vor dem vom Himmel gefallenen Wesen. Als Gagarins Vater beim Angeln hört, dass ein Major Gagarin ins All geflogen ist, glaubt er nicht, dass es sich um seinen Sohn handeln könnte. Gagarins Mutter macht sich besorgt auf den Weg zu ihrer Schwiegertochter. Während seines Fluges erinnert sich Gagarin an bedeutende Stationen seines Lebens: an die von Hunger geprägte Kindheit, seine Eltern, seine Ausbildung zum Jagdflieger, seine Frau, seine Töchter Jelena und Galina, das Kosmonautentraining. Der Film endet mit Szenen jubelnder Menschen, die sich auf dem Roten Platz in Moskau versammeln.

## Kritik
Der Daily Telegraph kritisierte, dass der Film den Rest von Gagarins Leben, sowie die mysteriösen Umstände seines Todes völlig ausblende. Die vielen positiven Kritiken werden vom Telegraph vor dem Hintergrund, dass Gagarins Familie zuvor andere Darstellungen rechtlich angegriffen hat, als „geschönt“ bezeichnet.
Auch wird dem Film vorgeworfen, die Popularität, des im selben Jahr erschienenen Filmes Gravity auszunutzen. Etwa wird auf der britischen DVD-Version dieselbe Schriftart und Ähnliches verwendet.
„Mit weichgezeichneten, faszinierenden Bildern, die die Herzen der Raumfahrtfans höher schlagen lassen, entführt der Film des Regisseurs Pawel Parchomenko in eine andere Zeit.“ (Thomas Badtke, n-tv)

## Vertrieb
Der Film ist bei Ascot Elite auf DVD und Blu-ray Disc erschienen. Darauf ist auch ein 24-minütiges making of enthalten, in dem u. a. Alexei Leonow, Wiktor Gorbatko und Boris Wolynow aus der ersten Kosmonautengruppe der Sowjetunion zu Wort kommen.